# (38976) Taeve
(38976) Taeve (2000 UR) – planetoida z pasa głównego asteroid okrążająca Słońce w ciągu 3,85 lat w średniej odległości 2,45 j.a. Odkryta 21 października 2000 roku.